# 纳勒巴
纳勒巴是一个流行于印度卡纳塔克邦各地的特色民间传说。 多年来，“纳勒巴”被发现写在小镇和村庄(班加罗尔农村)的墙上。村民们把这些字写在墙上，以阻止邪灵进入他们的家园。在这个民间传说的一些变体版本中，鬼魂被认为是一个新娘的鬼魂，在镇上游荡寻找她的丈夫。而众所周知是，她会带走每个人家里唯一挣钱的男人。
纳勒巴是一个民间传说，20世纪90年代在卡纳塔克邦走红。传说是这样的:“一个女巫在夜里游荡在街上敲门。女巫模仿你亲人的声音说话，以达到欺骗你去开门的目的，如果你打开门，你就会杀死。”于是居民们想出了一个聪明的主意，在房子的门外和墙上写上“纳勒巴”。所以当鬼魂读到它，第二天它又回来了，然后这个循环就不断重复。

## 流行文化
2018年上映的宝莱坞电影《街道》改编自上世纪90年代卡纳塔克邦的纳勒巴故事，由施拉达·卡普尔和拉吉库马·拉奥主演。